# Agios Ilias/Yarköy
Agios Ilias (griechisch Άγιος Ηλίας), türkisch Yarköy, ist ein Dorf auf der Karpas-Halbinsel im Nordosten der Mittelmeerinsel Zypern, 6 km nordöstlich von Trikomo/İskele und 2 km von der Famagusta-Bucht entfernt. 2011 zählte es 429 Einwohner.
Der Name Agios Ilias geht auf den Propheten Elias zurück. Yarköy bedeutet sinngemäß ‚Dorf auf einer Klippe‘.

## Geschichte
Die erste osmanische Zählung von 1831 nennt 34 christliche Haushaltsvorstände, sie erfasste keinen einzigen Muslim. Auch später blieb die Zahl der Türken, wie man zunehmend Muslime definitionsmäßig verengte, äußerst gering. So zählte man nur in den Jahren 1891 und 1911 überhaupt türkische Bewohner, nämlich 8 bzw. 2. Unter der britischen Kolonialherrschaft stieg die Zahl der „Griechen“, worunter man nicht nur die griechischsprachige Bevölkerung subsumierte, sondern jeden Nichtmuslim, von 390 im Jahr 1891 kontinuierlich bis auf 660 im Jahr 1921 an. 1901 hatte man 452 gezählt, zehn Jahre später bereits 546. Um den Zweiten Weltkrieg stagnierte die Einwohnerzahl, die 1931 bei 638 lag, 1946 bei 631. Die inneren Konflikte auf der Insel ließen viele Familien abwandern, so dass die Einwohnerzahl bis 1960 auf 422 fiel, 1973 waren es gar nur noch 355.
Zwischen Juli und August 1974 flohen sämtliche Bewohner vor den vorrückenden türkischen Truppen südwärts. Zwei Jahre später kamen Siedler aus der südwestlichen Türkei an, die aus der Provinz Denizli, genauer gesagt aus den Distrikten Acıpayam und Çardak kamen. 1978 zählte man wieder 302 Einwohner, 1996 waren es 352, zehn Jahre später 348. 2011 zählte man 429 Bewohner.